# 自由空間
在經典物理裏，自由空間（free space）是電磁理論的一種概念，指的是一種理論的完美真空，不含有任何物質的真空。有時候，自由空間又稱為自由空間真空，或經典真空。自由空間可以恰當地被視為一種參考介質。 
許多國際單位制的單位，像安培（1948年至2018年的定義）或公尺，其定義都是建立於以自由空間為參考介質的測量值。由於實驗室所使用的參考介質並不是自由空間，實驗室得到的測量值必須經過修正，才能成為以自由空間為參考介質的測量值。

## 自由空間的性質
自由空間是將大自然抽象化而得到的一種基線或參考狀態。實際而言，就像絕對零度，這種狀態是永遠無法達到的。自由空間有三個特定的參數：電常數 {\displaystyle \varepsilon _{0}\,\!} 、磁常數 {\displaystyle \mu _{0}\,\!} 和真空光速 {\displaystyle c_{0}\,\!} 。利用馬克士威方程組，可以推導出這三個參數的關係式：
{\displaystyle \varepsilon _{0}\mu _{0}={\frac {1}{{c_{0}}^{2}}}\,\!}。
在國際單位制裏，{\displaystyle \mu _{0}\,\!} 和 {\displaystyle c_{0}\,\!} 都已設定了精確的定義值，沒有任何誤差：
{\displaystyle \mu _{0}\ {\stackrel {def}{=}}\ 4\pi \times 10^{-7}\approx 1.2566370614...\ \times \ 10^{-6}\,\!} [H/m] （［亨利／公尺］）或 [N/A2] （［牛頓／安培2］）、
{\displaystyle c_{0}\ {\stackrel {def}{=}}\ 299792458\,\!} [m/sec] （［公尺／秒］）。
根據這些定義值，{\displaystyle \varepsilon _{0}\,\!} 的定義值也是精確值：
{\displaystyle \varepsilon _{0}\ {\stackrel {def}{=}}\ {\frac {1}{\mu _{0}{c_{0}}^{2}}}\approx 8.854187817...\ \times \ 10^{-12}\ \,\!} [F/m] （［法拉／公尺］）。
表徵電磁相互作用的強度的精細結構常數 {\displaystyle \alpha \,\!} ，其表達式內也有電常數 {\displaystyle \varepsilon _{0}\,\!} 出現：
{\displaystyle \alpha ={\frac {e^{2}}{(4\pi \varepsilon _{0})\hbar c_{0}}}\,\!} ；
其中，{\displaystyle e\,\!} 是單位電荷，{\displaystyle \hbar \,\!} 是約化普朗克常數。
處於自由空間的參考狀態，根據馬克士威方程組的導引，每一種電磁波譜頻率的電磁波，像無線電波或可見光波，都是以光速 {\displaystyle c_{0}\,\!} 傳播。這些電磁波的電場和磁場之間的關係涉及了真空特性阻抗（characteristic impedance of vacuum） {\displaystyle Z_{0}\,\!} ：
{\displaystyle Z_{0}=\mu _{0}c_{0}={\sqrt {\frac {\mu _{0}}{\varepsilon _{0}}}}\approx 376.73031...\,\!} [Ω] （［歐姆］）。
在自由空間裏，線性疊加原理對於電勢、向量勢、電場和磁場，都仍舊成立。例如，兩個電荷所共同產生的電勢，即乃其中個別電荷所產生的電勢的純量和。

## 真空的本質
物理學家時常會用術語「真空」來指稱幾種不同的狀態。其中一種狀態是完美真空。有時候，物理學家會討論在完美真空裏所得到的理想實驗結果。這不是真正實驗可以得到的結果，而是想像出來會得到的理想結果。採用這種用法時，物理學家簡明扼要地稱呼完美真空為經典真空或自由空間。實際而言，完美真空是不可能實現的！術語「部分真空」指的是真正能夠實現的不完美真空。在可實現真空與自由空間兩者之間，這提示了一個重要的分歧點，那就是，非零值壓強。
但是，在現代物理學裏，真空只是一種簡單、空無一物的空間這經典概念，已被量子真空（quantum vacuum）的概念所取代。這動作將自由空間與實際真空（量子真空）分離的更遠：真空態（vacuum state）並不是空蕩蕩的一無所有！量子真空可以簡略地定義為：
量子真空所描述的區域，是一種處於最低能級態，而且沒有任何真實粒子的區域。
量子真空"決不是一種簡單的空無一物的空間"。再重複一遍，"將任何物理真空視為絕對空無一物的空間是個特大的錯誤"。根據量子力學，真空並不是真正的空無所有，而是含有瞬時的電磁波和虛粒子突然地出現或消失。從這些短暫的事件，可以觀察到卡西米爾效應、自發射（spontaneous emission）、蘭姆位移等等重要的物理現象。對這些問題有濃厚興趣，欲想進一步探索量子真空的各種物理行為的讀者，可以閱讀  的書或  新近發表的書。
量子真空到底是甚麼？很遺憾地，這最基本的問題，到今天仍舊尚未成定論。物理學家  這樣說：
在十八世紀，牛頓力學無法解析三體問題。在大約誕生於 1910 年的廣義相對論和 1930 年的量子電動力學之後，二體問题和一體問題都變得無法解析。現代的量子場理論又發現零體問題（真空）無解。
 — Gerald E. Brown， Collective Motion and the Application of Many-Body Techniques
例如，一個粒子的存在與否，與觀察者的重力態有密切關係。這是盎魯效應的一個重要物理行為。關於量子真空在膨脹宇宙中所扮演的角色，物理學家提出很多推測，請參閱條目真空 (宇宙學)（Cosmological constant problem）。還有，量子真空會顯示出自發對稱性破缺。

## 實驗室實現的自由空間
在這裡，「實現」指的是將「自由空間」這概念約化為實習（reduction to practice），或實驗具體化，例如，成為實驗室裡製備的「部份真空」。甚麼是自由空間的操作定義？雖然，從理論而言，與絕對零度所面對的狀況類似，自由空間是無法達成的，很多國際單位制的單位都是參考自由空間的性質設定的。因此，實驗者必須估計對於實際測量值所需要的修正。例如，對於部分真空的非零壓強所做的修正。對於在實驗室取得關於自由空間的測量值（例如，部分真空），國際度量衡委員會特別告誡：
為了要考慮到真實狀況，像繞射、重力或真空的不完美，所有實驗得到的測量值都必須給予精確的修正。
實際而言，最新的技術可以在實驗室裡製備出相當好的真空，稱為超高真空（ultra high vacuum）。到現在為止，對於實驗室裡製備出的真空，可測量到的最低壓強大約為 10−11 [Pa] ［帕斯卡］ 。

## 外太空實現的自由空間
虛無縹緲的外太空含有非常稀少的物質。儘管只是部分真空，外太空的壓強大約為 10 [pPa] （1×10−11 ［帕斯卡］）。稍加比較，地球海平面的壓強大約為 101 [kPa] （1×105 ［帕斯卡］）。當然，星際太空的物質分布並不均勻。銀河系的氫原子密度大約為 1 ［原子／公分3］。宇宙終究會連續膨脹，還是會縮塌？決定這最後命運的臨界密度估計為 3 ［原子／千公升］。在外太空的部分真空裏，有稀少的物質（大多是氫原子）、宇宙塵和宇宙線雜訊（cosmic noise）。除此以外，還有溫度為 2.725 K 的宇宙微波背景輻射，意味著光子密度為 400 ［光子／公分3］。
因為行星際物質和星際物質的密度超小，在許多應用領域裏，可以將行星際區域和星際區域視為自由空間。這動作所帶入的誤差微乎其微。

## 參閱
- 大霹靂理論
- 宇宙學
- 虛粒子
- 狄拉克之海
- 近場和遠場（near and far field）
- 均勻介質（homogeneous media）

## 外部連結
- 美國國家標準和科技學院網頁：基本物理常數 （页面存档备份，存于）
- 關於自由空間的一篇精采的討論： （页面存档备份，存于）